# Emmanuel Lepage
Pour les articles homonymes, voir Lepage.
Emmanuel Lepage, né le 29 septembre 1966 à Saint-Brieuc (Côtes-d'Armor), est un dessinateur, scénariste et coloriste de bande dessinée français.

## Biographie

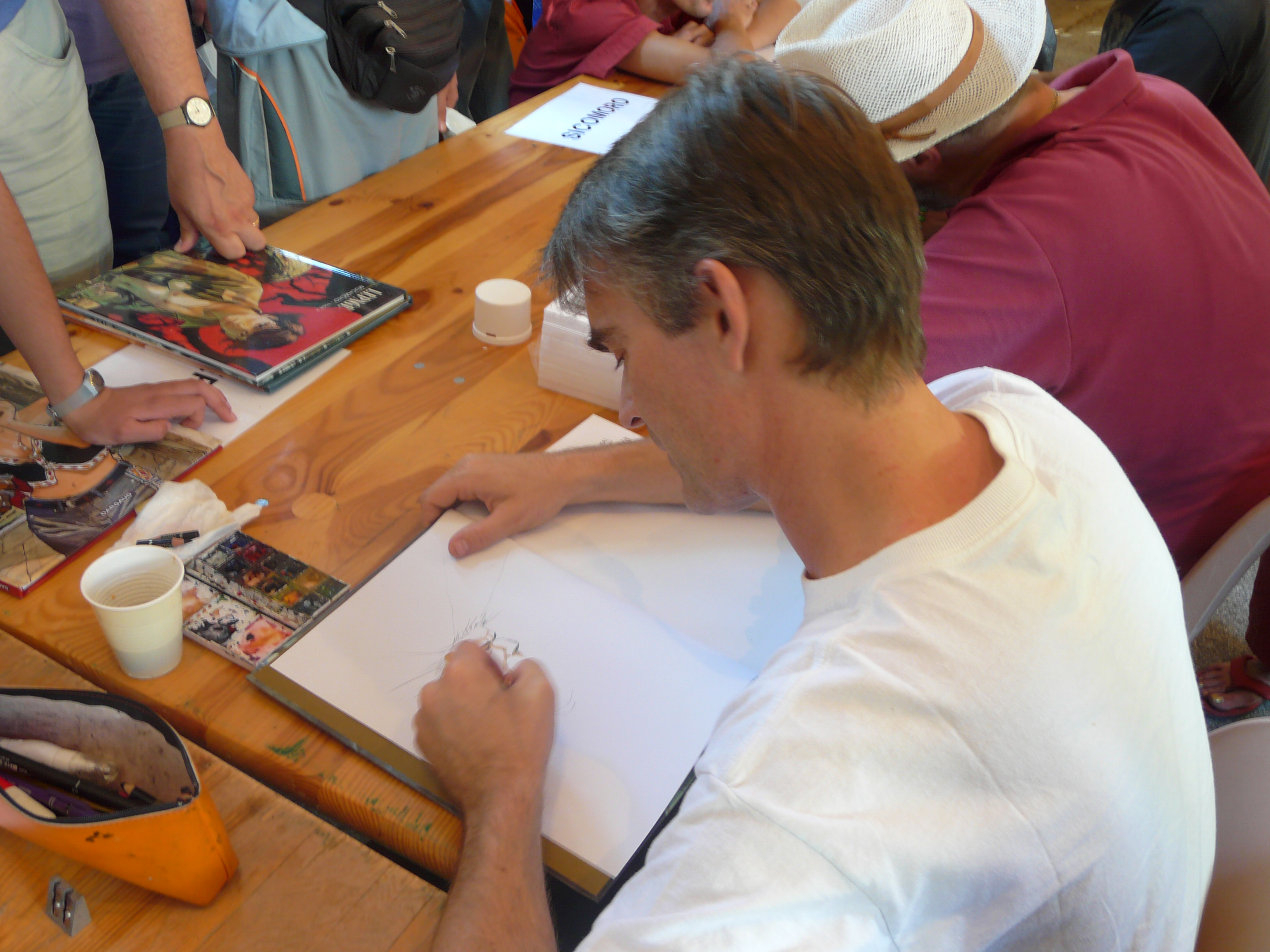
Emmanuel Lepage au Festival International de BD de Solliès-Ville.

Lorsqu'il a treize ans, il rencontre Jean-Claude Fournier, auteur, à l'époque, de la série Spirou et Fantasio, qui le forme, comme André Franquin l'avait fait naguère pour lui. Il a reçu également un apprentissage de Pierre Joubert, illustrateur (1910-2002) et de Christian Rossi, auteur de bande dessinée. Emmanuel Lepage a suivi une formation d'architecte.
Il publie ses premiers dessins à l'âge de seize ans dans le quotidien Ouest-France et dans diverses revues bretonnes. Il réalise une première bande dessinée de trente-cinq pages pour Ouest-France, intitulée La fin du monde aura-t-elle lieu ?, un récit publié à moins de quarante exemplaires. En 1987 et 1988, il réalise seul la série Kelvinn aux éditions Ouest-France. Sur un scénario de Georges Pernin, il dessine le diptyque L'Envoyé aux éditions du Lombard. En 1991 paraît le premier tome de la série Névé qu'il cosigne avec le scénariste Dieter (Glénat). En 1999, sur un scénario de l'écrivaine Anne Sibran, il publie La Terre sans mal chez Aire Libre (Dupuis). En 2000, Emmanuel Lepage dessine Alex Clément est mort (Vents d'Ouest),, sur un scénario de Delphine Rieu) avant d'entamer un long voyage de près d'un an. Les nombreux croquis réalisés au cours de ce voyage sont publiés chez Casterman, sous les titres Brésil et America, en collaboration avec l'écrivain Nicolas Michel.
En 2005, Les Voyages d'Anna est un livre d'illustrations aux éditions Daniel Maghen sur des textes de Sophie Michel. En 2004 et 2006 sort, aux éditions Dupuis, toujours dans la collection Aire libre, le diptyque Muchacho. Emmanuel Lepage en assure seul, cette fois, le scénario, le dessin et la mise en couleur.
En 2008 et 2009, il revient à un travail de collaboration avec Sophie Michel pour les deux volumes de Oh, les filles, éditions Futuropolis.
Renouant avec le carnet de voyage, Emmanuel Lepage cosigne avec Gildas Chasseboeuf en 2008 le récit d'un séjour à Tchernobyl, Les Fleurs de Tchernobyl, publié par l'association les Dessin'acteurs. L'ouvrage est republié en version augmentée chez l'éditeur La Boîte à bulles fin 2012.
En 2011 paraît Voyage aux îles de la Désolation, un récit dit de « bande dessinée de reportage » dans les terres australes françaises (île Kerguelen, archipel Crozet...) à bord du navire ravitailleur le Marion Dufresne. L'auteur associe au sein d'un même livre des illustrations, des planches de bande dessinée et des croquis de voyage.
Toujours dans cette veine du « récit du réel », il publie en 2012, seul à nouveau, Un printemps à Tchernobyl. L'album reçoit un accueil critique favorable.
En 2014, c'est en collaboration avec son frère, le photographe François Lepage, qu'il publie La Lune est blanche, récit d'une mission en Antarctique. Pour le magazine Télérama, l'album « est le récit intime et puissant de leur mission scientifique en Antarctique. » Fin décembre 2014, pour le même magazine Télérama, l'album fait partie des « 10 meilleures BD de l'année 2014 ». L'ouvrage est finaliste du grand prix de la critique de l'ACBD de 2015, et obtient le prix France Info 2015.
En 2016, sur un scénario coécrit avec Sophie Michel, avec laquelle il collabore à nouveau, il illustre avec René Follet l'album Les Voyages d'Ulysse, qui obtient le grand prix de la critique 2017, désigné par l'ACBD. En 2017, chez Futuropolis, il publie Ar-Men, l'enfer des enfers. En 2019, il publie la suite des Voyages avec Les Voyages de Jules ainsi qu'un livre avec son frère, Rencontres australes et antarctiques (éd. Locus Solus).
Emmanuel Lepage collabore aussi à diverses revues (La Revue dessinée, Long Cours...) ainsi qu'à de nombreux livres collectifs.
Il a reçu de nombreux prix en France et à l'étranger. Son travail a fait l'objet de plusieurs expositions à l'international. Le 30 septembre 2021, Emmanuel Lepage est le premier dessinateur de bande dessinée nommé peintre officiel de la Marine par le ministre des Armées,.

## Œuvres
- Kelvinn t. 1 : La Menace verte, couleurs d'Éric Delauné et Gildas Josselin, éd. Ouest-France, 1987  (ISBN 2-7373-0048-7)
- Kelvinn t. 2 : L'étranger, couleurs d'Éric Delauné et Thierry Duchène, éd. Ouest-France, 1988  (ISBN 2-7373-0135-1)
- Les Maudits à Maletor - L'envoyé, t. 1, scénario de Georges Pernin, d'après Huguette Carrière, éd. Le Lombard, coll. Signes de piste, 1990  (ISBN 2-8036-0837-5)
- La Statue d'or vivant - L'envoyé, t. 2, scénario de Georges Pernin, d'après Huguette Carrière, éd. Lombard, coll. Signes de piste, 1991  (ISBN 2-8036-0864-2)
- La Construction du Mont-Saint Michel, texte d'Alain Dag'Naud, éditions Jean-Paul Gisserot, 1992,  (ISBN 9782877470889)
- Névé, avec Dieter (scénario), éd. Glénat, coll. Grafica, 5 volumes, 1991-1998 ;
- La Terre sans mal, avec Anne Sibran (scénario), éd. Dupuis, coll. Aire Libre, 1999, prix Canal BD en 2000  (ISBN 2-8001-2802-X)[16]
- Alex Clément est mort, scénario de Delphine Rieu, éd. Vents d'Ouest, coll. Intégra, 2000  (ISBN 2-86967-868-1)[4],[5],[17].
- Brésil - Fragments d'un voyage, avec Nicolas Michel (scénario), éd. Casterman, 2003  (ISBN 2-203-35921-8)
- America - Fragments d'un voyage, avec Nicolas Michel (scénario), éd. Casterman, 2003  (ISBN 2-203-35922-6)
- Muchacho - tome 1 - scénario et dessin, éd. Dupuis, coll. Aire Libre, 2004  (ISBN 2-8001-3409-7)
- Les voyages d'Anna - avec Sophie Michel (textes), éd. Daniel Maghen 2005  (ISBN 2-9523826-0-3)
- Muchacho - tome 2 - scénario et dessin, éd. Dupuis, coll. Aire Libre, 2006  (ISBN 2-8001-3866-1)
- Oh les filles ! - tome 1 - avec Sophie Michel, éd. Futuropolis, 2008  (ISBN 978-2-7548-0132-4)
- Oh les filles ! - tome 2 - avec Sophie Michel, éd. Futuropolis, 2009  (ISBN 978-2-7548-0189-8)
- Lepage, une monographie. Entretiens avec Serge Buch, éd. Mosquito, 2008  (ISBN 2-352-83012-5)
- Ailleurs... plus loin. éd. Mosquito, coll. Raconteur d'images, 2008  (ISBN 2-352-83021-4)
- Les Fleurs de Tchernobyl[7], avec Gildas Chasseboeuf, association les Dessin'acteurs, 2008  (ISBN 978-2-918031-00-0) ; Republié en version augmentée chez l'éditeur la Boîte à bulles fin 2012
- Voyage aux îles de la Désolation[6], éd. Futuropolis, 2011  (ISBN 978-2-7548-0424-0)
- Un printemps à Tchernobyl, éd. Futuropolis, 2012 (le voyage a eu lieu en avril/mai 2008)  (ISBN 978-2754807746)
- Marie Moinard et collectif, En chemin elle rencontre... : Les artistes se mobilisent contre la violence faite aux femmes, Des ronds dans l'O / Amnesty International, septembre 2009, 96 p. (ISBN 978-2-917237-06-9)
- La Lune est blanche, avec son frère François Lepage, photographe, éd. Futuropolis, 2014 - prix France Info 2015[11].
- Un chevalier au Moyen-Âge, texte d'Alain Dag'Naud, éditions Jean-Paul Gisserot,  (ISBN 9782755805383)
- Les voyages d'Ulysse[18], scénario de Sophie Michel et Emmanuel Lepage, dessins d'Emmanuel Lepage et René Follet, éd. Daniel Maghen, 2016  (ISBN 978-2-356-74043-4)
- Ar-Men, l'enfer des enfers, éd. Futuropolis, 2017  (ISBN 978-2-7548-2336-4)
- Les voyages de Jules, co-scénarisé par Sophie Michel, co-dessiné avec René Follet, éd. Daniel Maghen, mai 2019  (ISBN 978-2-356-74069-4)
- Rencontres australes et antarctiques, avec François Lepage, éd. Locus Solus, juillet 2019  (ISBN 978-2-36833-265-8)
- Cache-cache Bâton[19], éd. Futuropolis, novembre 2022  (ISBN 9782754827966)
- L'Île Vierge, Un phare dans les yeux d'Emmanuel Lepage, Textes de Goulc'han Kervella, éd. Locus Solus, 2022  (ISBN 978-2-36833-378-5)
- Au pied des étoiles, en collaboration avec Edmond Baudoin, Futuropolis, 2024,  (ISBN 9782754835657)

## Illustrations
- Haïku illustration d'un Haïku de la poétesse Hisajo Sugita, sérigraphies en tirage limité, numérotées et signées en 40 exemplaires, Atelier les Mains Sales, 2012

## Récompenses et distinctions
- 1992 : Prix Ballon Rouge de Quai des Bulles (Saint-Malo) ;
- 2007 : Grand prix de la ville de Saint Denis (Réunion) ;
- 2008 : Grand prix du festival de Solliès-Ville ;
- 2018 : Grand Boum-Ville de Blois[20].
- 2021: Peintre Officiel de la Marine[21]

La Terre sans mal
- Prix des libraires de bande dessinée Canal BD avec Anne Sibran, 1999 ;
- Éléphant d'Or du meilleur album au festival international de la bande dessinée de Chambéry, 1999 ;
- Grand prix du festival de BD à Sierre, 2000 ;
- Prix œcuménique, 2000 ;
- Nomination pour l'Alph Art du meilleur album au festival d'Angoulême, 2000.

Muchacho - tome 1
- Prix Château de Cheverny de la bande dessinée historique, Les Rendez-vous de l'histoire, Blois, 2004[22]
- Prix du meilleur album, festival de Solliès-Ville, 2004,
- Prix Saint-Michel du meilleur dessin[23], Belgique, 2004.
- Éléphant d'Or du meilleur album (album de l'année), Festival de Chambéry[24], 2005 ;

Muchacho - tome 2
- Prix du meilleur dessin, Festival de Chambéry, 2007 ;
- Prix de la meilleure BD adaptable au cinéma et à la télévision, Festival du film de Monaco, 2007 ;
- Prix du meilleur album étranger, Festival d'Amadora, Portugal, 2008 ;
- Prix d'excellence au Japan Media Arts Festival, Tokyo, 2013.

Un printemps à Tchernobyl
- Grand prix du festival Quai des Bulles 2012 ;
- Prix Diagonale-Le Soir 2013 du meilleur album[25] ;
- Prix Cezam Bretagne 2013 (prix régional de la bande dessinée des comités d'entreprise) ;
- Prix littéraire des lycéens, apprentis et stagiaires de la formation professionnelle en Île-de-France 2014 ;
- Prix au festival Du vent dans les BD 2014 ;
- Prix du meilleur album étranger au festival de Bucheon, Corée du Sud, 2013 ;
- Prix Balzac-Verkhovnia (communauté ukrainienne de France) 2013 ;
- Prix des lycéens des Yvelines, 2014 ;
- Finaliste du grand prix de la critique ACBD, 2013 ;
- Sélection du Prix Tournesol 2013 ;
- Sélection du Prix de la BD Fnac 2013 ;
- Meilleure BD de l'année 2012 au classement annuel des meilleurs livres de l'année du magazine Lire.

La Lune est blanche
- Finaliste du Grand prix de la critique de l'ACBD de 2015[10] ;
- Prix France Info de la Bande dessinée d'actualité et de reportage, 2015[11] ;
- Prix de la Corderie Royale de Rochefort 2015 ;
- Prix de la bande dessinée maritime par Le Télégramme - festival de bande dessinée de Perros-Guirec ;
- Prix du jury au festival international de la bande dessinée d'Alger (FIBDA) 2015 ;
- Prix de l'Académie de Marine 2015.

Les voyages d'Ulysse
- Grand prix de la critique 2017, avec Sophie Michel et René Follet, désigné par l'ACBD[12]

Ar-Men, l'enfer des enfers
- Grand prix de la BD bretonne au festival de Quimper[26].

### Vidéo
- Le film Quelques jours dans la vie d'Emmanuel, de février 2006 (réalisation Bernard-Marie Lauté) montre Emmanuel Lepage dans l'intimité de son atelier.
- Lepage, Une monographie, par Serge Buch, Pierre Yves Lador et Gilles Ratier, éd. Mosquito, mars 2008
- Volvera, retour à Managua, un film de Mehdi Ouahab, 2008